# Ari Heikkinen
Ari Heikkinen (ur. 8 kwietnia 1964 w Vuolijoki) – piłkarz fiński grający na pozycji obrońcy. W swojej karierze rozegrał 51 meczów w reprezentacji Finlandii i strzelił w nich 1 gola.

## Kariera klubowa
Karierę piłkarską Heikkinen rozpoczął w klubie Turun Palloseura. W 1984 roku awansował do kadry pierwszego zespołu i wtedy też zadebiutował w jego barwach w pierwszej lidze fińskiej. Od 1985 roku był podstawowym zawodnikiem klubu z Turku. Wiosną 1990 roku został wypożyczony do belgijskiego Germinalu Ekeren, w którym rozegrał 8 meczów w belgijskiej lidze. Latem 1990 wrócił do TPS Turku i występował w nim do końca 1993 roku. Wraz z TPS zdobył Puchar Finlandii w 1991 roku.
Na początku 1994 roku Heikkinen zmienił klub i został zawodnikiem Haki. W 1995 roku wywalczył z Haką tytuł mistrza Finlandii oraz zdobył Puchar Ligi Fińskiej. W 1997 roku zdobył Puchar Finlandii, a w sezonie 1998 po raz drugi i ostatni w karierze został mistrzem kraju. Po tym sukcesie Heikkinen zakończył swoją karierę.
| Sezon   | Klub             | Kraj      | Rozgrywki      | Mecze | Bramki |
| ------- | ---------------- | --------- | -------------- | ----- | ------ |
| 1984    | Turun Palloseura | Finlandia | Mestaruussarja | 5     | 0      |
| 1985    | Turun Palloseura | Finlandia | Mestaruussarja | 24    | 1      |
| 1986    | Turun Palloseura | Finlandia | Mestaruussarja | 22    | 2      |
| 1987    | Turun Palloseura | Finlandia | Mestaruussarja | 22    | 0      |
| 1988    | Turun Palloseura | Finlandia | Mestaruussarja | 26    | 1      |
| 1989    | Turun Palloseura | Finlandia | Mestaruussarja | 27    | 0      |
| 1989/90 | Germinal Ekeren  | Belgia    | Eerste klasse  | 8     | 0      |
| 1990    | Turun Palloseura | Finlandia | Veikkausliiga  | 12    | 0      |
| 1991    | Turun Palloseura | Finlandia | Veikkausliiga  | 33    | 4      |
| 1992    | Turun Palloseura | Finlandia | Veikkausliiga  | 33    | 1      |
| 1993    | Turun Palloseura | Finlandia | Veikkausliiga  | 27    | 2      |
| 1994    | FC Haka          | Finlandia | Veikkausliiga  | 20    | 0      |
| 1995    | FC Haka          | Finlandia | Veikkausliiga  | 25    | 0      |
| 1996    | FC Haka          | Finlandia | Veikkausliiga  | 16    | 1      |
| 1997    | FC Haka          | Finlandia | Veikkausliiga  | 21    | 4      |
| 1998    | FC Haka          | Finlandia | Veikkausliiga  | 17    | 0      |

## Kariera reprezentacyjna
W reprezentacji Finlandii Heikkinen zadebiutował 11 stycznia 1989 roku w przegranym 1:2 towarzyskim meczu z Egiptem. W swojej karierze grał w eliminacjach do MŚ 1990, Euro 92, MŚ 1994 i Euro 96. Od 1989 do 1994 roku rozegrał w kadrze narodowej 51 meczów, w których zdobył 1 bramkę.